# Labyrinth (Gandalf)
Labyrinth is een studioalbum van Gandalf. Het bevat de filmmuziek die de Oostenrijker schreef voor een gelijknamige experimentele film die in 1989 te zien was tijdens filmfestivals in Berlijn en Cannes, aldus het boekwerkje bij de uitgave. Het album verscheen op zijn eigen platenlabel Seagull Music, met de mededeling dat hij toestemming had van zijn platenmaatschappij Sony Records. Die zag geen aanleiding het album zelf uit te brengen. De muziek is opgenomen in Gandalfs geluidsstudio Electric Mind.

## Musici
- Gandalf – alle muziekinstrumenten

## Muziek
| Nr. | Titel                      | Duur |
| --- | -------------------------- | ---- |
| 1.  | Main theme                 | 5:24 |
| 2.  | Behind the mask            | 4:46 |
| 3.  | Cage of rules              | 3:40 |
| 4.  | The ever-turning wheel (1) | 3:44 |
| 5.  | Painful heart              | 5:19 |
| 6.  | Brain control              | 2:39 |
| 7.  | A glimpse of light         | 2:42 |
| 8.  | Facing the demons          | 6:28 |
| 9.  | The ever-turning wheel (2) | 3:44 |
| 10. | No chance to escape ?      | 2:09 |
| 11. | Edge of despair            | 3:09 |
| 12. | Bury the pain              | 4:17 |
| 13. | Beyond all heartaches      | 3:03 |
| 14. | The ever-turning wheel (3) | 2:57 |